# Aloe albovestita
Aloe albovestita (Алое альбовестіта, Алое білоодягнене)  — сукулентна рослина роду алое.

## Етимологія
Видова назва походить через білий наліт на пелюстках від лат. albus — білий, vestitus — одягнений.

## Морфологічні ознаки
Висота 15 — 30 см. Листя 15-20 см завдовжки і до 12 см завширшки, сіро-зелені, поверхня з нечіткими блідими плямами. По краях листя розташовані червоні зубчики 1-2 мм завдовжки, 0,5-1 см один від одного. Суцвіття 70 см заввишки, розгалужене на 2-4 гілки, китиці циліндричні. Квіти блідо-рожеві. Рослини утворюють невеликі групи.

## Місця та умови зростання
Район Бурао, регіон Тогда, Сомалі та Джибуті на висоті 1  400 — 1  200  м над рівнем моря. Для нормального зростання цієї рослини портібна температура не менше 10 °C (50 °F). Добре витримує посуху.

## Охоронний статус
Aloe albovestita входить до Червоного Списку Міжнародного Союзу Охорони Природи видів під загрозою зникнення через обмежений ареал.
Воно відомо тільки з трьох субпопуляцій на хребті Аль Маду на півночі Сомалі. Найсхідніша субпопуляція дуже локалізована. Субпопуляції на перевалі Майт більші за розміром, але розташовані в набагато відвідуваніших місцях. Довкілля в цій області сильно деградувало в минулому.